# Бро-Лодж

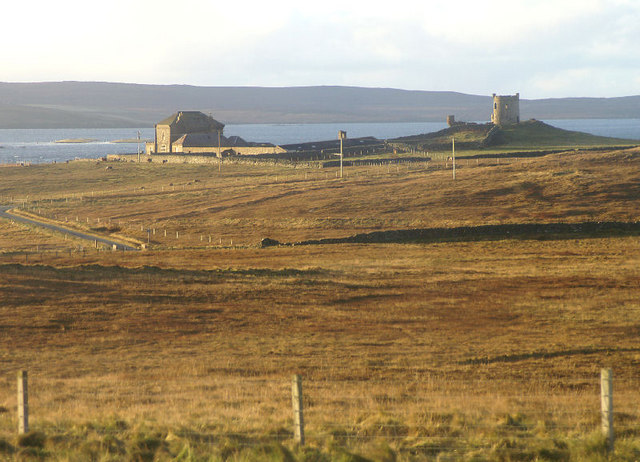
Усадьба Бро-Лодж

Бро-Лодж (англ. Brough Lodge) — усадьба, построенная в виде замка в западной части острова Фетлар в архипелаге Шетландских островов.

## География
Расположена на восточном берегу пролива разделяющего острова Фетлар и Хаскосей.

## История
Построена в 1825 году Артуром Николсоном (1794–1863). В 2007 году включена в список архитектурных памятников категории «A». С 2003 года в списке памятников садово-паркового искусства.